# 胡代尼采
胡代尼采（捷克語：Chudenice）是捷克共和国比爾森州克拉托維縣的一个集镇。位於克拉托維西北約12公里處，比尔森西南35公里處，布拉格西南113公里處。全鎮面積21.12平方（2,112公頃），2018年人口781人。